# Équipe cycliste Bahati Foundation
L'équipe cycliste Bahati Foundation est une équipe cycliste américaine ayant le statut d'équipe continentale en 2010. L'équipe n'a existé qu'une seule saison. Elle a été créée en 2010 par le coureur américain Rahsaan Bahati. Elle vise à promouvoir la fondation créée par ce dernier, la Bahati Foundation, qui a pour objet d'aider les enfants défavorisés des centres-villes par le biais du cyclisme, de l'éducation et de la musique. Elle est composée de 17 coureurs professionnels, dont Rahsaan Bahati, Floyd Landis, Nathan O'Neill et Hilton Clarke. À partir du mois d'avril 2010, elle est sponsorisée par OUCH Sports Medical Center, qui était le sponsor principal de l'équipe OUCH-Maxxis en 2009.

## Classements UCI
L'équipe participe aux circuits continentaux et principalement à des épreuves de l'UCI Europe Tour. Les tableaux ci-dessous présentent les classements de l'équipe sur les différents circuits, ainsi que son meilleur coureur au classement individuel.
UCI America Tour
| Saison | Classement par équipes | Meilleur coureur au classement individuel |
| ------ | ---------------------- | ----------------------------------------- |
| 2010   | 36e                    | Nathan O'Neill (308e)                     |

## Bahati Foundation en 2010

### Effectif
| Cycliste               | Date de naissance | Nationalité | Équipe 2009                   |
| ---------------------- | ----------------- | ----------- | ----------------------------- |
| Rahsaan Bahati         | États-Unis        | 13.02.1982  | Rock Racing                   |
| Ryan Bauman            | États-Unis        | 28.05.1987  | Trek Livestrong               |
| Joshua Berry           | États-Unis        | 01.12.1990  |                               |
| Ian Burnett            | États-Unis        | 09.12.1986  |                               |
| Peter Carey            | États-Unis        | 13.07.1988  |                               |
| Hilton Clarke          | Australie         | 11.07.1979  | Fuji-Servetto                 |
| Corey Collier          | États-Unis        | 06.03.1981  | élite 2                       |
| Jason Donald           | États-Unis        | 30.01.1980  | Garmin-Slipstream             |
| Cesar Augusto Grajales | Colombie          | 06.05.1973  | élite 2 (Rock Racing en 2008) |
| Alex Hagman            | États-Unis        | 16.12.1983  | élite 2 (Toshiba en 2008)     |
| Evan Hyde              | États-Unis        | 10.02.1984  |                               |
| Floyd Landis           | États-Unis        | 14.10.1975  | OUCH-Maxxis                   |
| Bobby Lea              | États-Unis        | 17.10.1983  | OUCH-Maxxis                   |
| Phillip Mann           | États-Unis        | 26.08.1983  |                               |
| Nathan O'Neill         | Australie         | 23.11.1974  | Fly V Australia               |
| Matthew Rice           | Australie         | 29.04.1979  | Jelly Belly                   |
| Lanell Rockmore        | États-Unis        | 11.09.1990  |                               |